# David Garfield
David Garfield (Los Angeles, 25 luglio 1943 – Los Angeles, 24 novembre 1994) è stato un attore e montatore statunitense.

## Biografia
Figlio del famoso attore John Garfield e fratello dell'attrice Julie Garfield, ricevette alla nascita il nome di David Patton Garfield. Trascorse alcuni anni della sua giovinezza ad Hollywood, ma in seguito alla morte del padre, avvenuta nel 1952, dovette ritornare a New York con la sua famiglia. Rivestì piccoli ma interessanti ruoli in alcuni film e fu collaboratore del regista e sceneggiatore John Cassavetes.
Alla stessa maniera del padre, che morì a trentanove anni, David morì per un infarto cardiaco all'età di cinquantuno anni.
Sposò Sonja Lukic da cui ha avuto due figli; il loro matrimonio finì con la morte della moglie.
Nel 1988 si è risposato con Susan Ross con cui rimase fino alla morte.

## Filmografia

### Attore
- Agente 4K2 chiede aiuto (Warning Shot), regia di Buzz Kulik (1967)
- Un uomo a nudo (The Swimmer), regia di Frank Perry (1968)
- Savage Intruder, regia di Donald Wolfe (1969)
- L'oro di Mackenna (Mackenna's Gold), regia di J. Lee Thompson (1969)
- Quel freddo giorno nel parco (That Cold Day in the Park), regia di Robert Altman (1969)
- The Promise, regia di Michael Hayes (1969)
- The Stepmother, regia di Howard Avedis (1972)
- Il viaggio fantastico di Sinbad (The Golden Voyage of Sinbad), regia di Gordon Hessler (1974)
- Larry, regia di William A. Graham - serie TV (1974)
- Le pornoinfermiere della clinica del sesso (Candy Stripe Nurses), regia di Alan Holleb (1974)
- Violenza sull'autostrada (White Line Fever), regia di Jonathan Kaplan (1975)
- Una finestra sul cielo (The Other Side of the Mountain), regia di Larry Peerce (1975)

### Montatore cinematografico
- The Last Giraffe, regia di Jack Couffer - serie TV (1979)
- Hero at Large, regia di Martin Davidson (1980)
- Belle Star, regia di John A. Alonzo - serie TV (1980)
- Gli eletti (The Chosen), regia di Jeremy Kagan (1981)
- The Beast Within, regia di Philippe Mora (1982)
- La stangata 2 (The Sting II), regia di Jeremy Kagan (1983)
- Il ribelle (All the Right Moves), regia di Michael Chapman (1983)
- Flashpoint, regia di William Tannen (1984)
- Sylvester, regia di Tim Hunter (1985)
- Un fiore nel deserto (Desert Bloom), regia di Eugene Corr (1986)
- Karate Kid II - La storia continua... (The Karate Kid, Part II), regia di John G. Avildsen (1986)
- Viceversa, due vite scambiate (Vice Versa), regia di Brian Gilbert (1988)
- Se hai un dubbio... prendine due (It Takes Two), regia di David Beaird (1988)
- Amori di fuoco (Scorchers), regia di David Beaird (1991)
- Il mio amico Frank (Frankenstein: The College Years), regia di Tom Shadyac - serie TV (1991)
- The Goodbye Bird, regia di William Clark e William Tannen (1993)